# Вовк-Карачевський Василь Никодимович
Вовк-Карачевський Василь Никодимович (нар. 26 квітня (8 травня) 1834, Британи — 24 лютого (8 березня) 1893, Київ) — український громадсько-культурний діяч ХІХ століття з кола Пантелеймона Куліша та Володимира Антоновича. Перекладач Євангелія, публіцист, журналіст. Батько члена української фракції І Державної Думи Василя Карачевського.
Також професійний лікар, суддя.

## Біографія
1856 року закінчив медичний факультет Київського університету, працював мировим посередником та мировим суддею.
Активно співпрацював та друкувався у галицьких періодичних виданнях. Є автором історичних досліджень та публіцистичних статей.
Товаришував з О. Кониським, належав до Київської старої громади. В його помешканні проводив приватні виклади видатний історик Володимир Антонович.
Був співробітником журналів «Основа», «Правда» та інших українських видань.
Вже після смерти видані його дослідження «Канів і його коротка історія» — 1899.
Розмістив у серії «Руська історична бібліотека» переклад праць М. Костомарова, Д. Іловайського, М.Дашкевича, В.Антоновича.
1893 року окремим виданням вийшов його переклад книжки Дж. Кеннана «Сибір».
Його син Василь був членом I Державної думи Російської імперії — входив до складу української думської фракції.